# (37850) 1998 DX21
1998 DX21 (asteroide 37850) é um asteroide da cintura principal. Possui uma excentricidade de 0.02169250 e uma inclinação de 1.84160º.
Este asteroide foi descoberto no dia 22 de fevereiro de 1998 por Spacewatch em Kitt Peak.